# Cerkiew Opieki Matki Bożej w Zielonej Górze
Cerkiew Opieki Matki Bożej w Zielonej Górze – cerkiew greckokatolicka w Zielonej Górze, w województwie lubuskim. Jest to nowoczesna świątynia wybudowana w latach 2007-2008. Wewnątrz znajduje się współczesny ikonostas. Mieści się przy ulicy Boduena.
Parafia greckokatolicka w Zielonej Górze istnieje od 1957 roku. Należy do eparchii wrocławsko-koszalińskiej i znajduje się na terenie dekanatu zielonogórskiego.